# Nigella Lawson
Nigella Lawson (født 6. januar 1960) er en britisk kogebogsforfatter og tv-stjerne. Hun er datter af Nigel Lawson, tidligere britisk Chancellor of the Exchequer, og Vanessa (født Salmon) Lawson, hvis familie ejede J. Lyons and Co. mad- og cateringforretning.
Hendes karriere begyndte som bog- og madanmelder og i 1986 blev hun viceredaktør for litteratur på The Sunday Times. Derefter arbejdede hun som freelance journalist og skrev for flere aviser og blade. I 1998 skrev hun sin første kogebog, How to Eat, som solgte over 300,000 eksemplarer og blev en bestseller. I 2000 udgav hun bogen, How to Be a Domestic Goddess, som hun fik British Book prisen som Author of the Year.
I 1999 havde hun sit eget tv show, Nigella Bites, på Channel 4, som hun også udgav en kogebog om af samme navn. Den blev også en bestseller.
Hun har sit eget køkkenudstyr brand, Living Kitchen, og har solgt mere end 3 millioner kogebøger på verdensplan.